# 唐姓
唐姓，是一個漢姓，自2010年以来，历次人口普查的中国姓氏排名中居于26位，在中國《百家姓》中唐姓排64位。主要集中在華南地區，特別是廣東、廣西、湖南、湖北、海南等省份。韓語、日語和越南語也均有唐姓：韓語中的相應姓氏為「당」，日語中的相應姓氏為「とう」或「から」，越南語寫作「Đường」。

## 歷史
唐姓主要有兩大源頭，一為傳統中原漢姓，二為南方民族改姓：

### 漢族：
- 陶唐氏：陶唐為堯帝部落氏族的名稱，所以堯帝也被稱為唐堯或唐放勳。「陶」指陶器，是非常重要的發明和工具；「唐」在中國古代指目前中國中部、山西省的中部平原；堯帝的後代把姓氏由陶唐簡化為唐。
- 唐叔虞：在西周時，周成王幼年與弟弟叔虞玩遊戲，成王把一片桐叶裁成玉圭形狀（古代分封王侯的凭证），送給叔虞，戏曰封虞為唐侯（「唐」指目前中國中部、山西省的中部平原），站在一旁的史佚（一說周公旦）立即請周成王選擇一個吉祥的日子，舉行冊封儀式。周成王不認帳，稱只是在玩遊戲，史佚說君無戲言，因為王者的話會被史家記錄，並舉行儀式；周成王只好封叔虞為唐侯，從此叔虞便被稱作唐叔虞。[2]，唐叔虞及后人以「唐」為氏。
- 還有唐山、南唐等複姓省文簡化為唐姓，漢高祖有妃子姓唐山氏，人稱唐山夫人，簡稱唐姬。
- 王姓改唐氏：五代十國閩王王審知的侄子王延嗣因閩國即將滅亡，為求避難，改姓唐氏。因其後以教授《五經》為生，人稱唐五經。[3]
- 古有北堂姓、北唐姓後人改姓。

### 華南土著：
- 因中原漢人的歷次南遷，大量原本無姓的南方各地原住民部落皆改姓為唐，其中極多的後來逐漸歸化為漢族。沒有歸化者則演化為其他南方民族，如今天的瑤族、苗族、黎族、水族、壯族、傣族等均存在大量唐姓。

## 郡望、士族、堂号
颍川唐氏
北海唐氏
晋阳唐氏
晋昌唐氏
鲁国唐氏

## 地名
- 唐家墩街道，中华人民共和国湖北省武汉市江汉区下辖的街道

## 延伸阅读
[在维基数据编辑]
 《百家姓》
 《欽定古今圖書集成·明倫彙編·氏族典·唐姓部》，出自陈梦雷《古今圖書集成》